# Aerovías DAP
Aerovías DAP è una compagnia aerea charter cilena con sede a Punta Arenas mentre il suo hub principale è l'Aeroporto Internazionale Presidente Carlos Ibáñez del Campo. Il gruppo DAP è un consorzio formato da Aerovías DAP, DAP Antarctica, DAP Helicópeteros e Mineral Airways.

## Storia
La compagnia aerea fu fondata nel 1980 dalla famiglia Pivcevic, la quale è rimasta proprietaria dell'azienda. Il nome DAP è l'acronimo del suo creatore, Domingo Andrés Pivcevic, un uomo d'affari di Punta Arenas mentre Il primo volo della compagnia aerea fu con un De Havilland Canada DHC-6 Twin Otter. A seguito della necessità di avere un trasporto aereo nell'area di Magallanes, la compagnia acquisì un Piper PA-31 Navajo che impiegò per un paio d'anni, prima di essere sostituito da due unità di Cessna 402 e un Beechcraft King Air 100. Le prime rotte operate furono tra Punta Arenas, Porvenir, Puerto Williams e Puerto Natales, con alcune operazioni charter per altre città della Patagonia cilena e argentina. All'inizio degli anni '90, la compagnia volò da Punta Arenas alle Isole Falkland, per le quali incorporò nella flotta due unità di Boeing 727-100 che gestivano la rotta Santiago-Punta Arenas-Mount Pleasant. Tuttavia, le tre grandi compagnie aeree commerciali in Cile di quel periodo (LAN Chile, Ladeco e National Airlines) cooperarono insieme per abbassare i prezzi e fare la concorrenza a DAP, in conseguenza di ciò, quest'ultima si ritirò dal mercato, presentando una causa per una concorrenza sleale. Nel 2007, DAP ricevette un risarcimento legale dalle compagnie aeree colpevoli.

## Voli in Antartide
Oltre alle rotte aeree gestite da Aerovías DAP, la compagnia aerea, opera un volo da Punta Arenas alla Base presidente Eduardo Frei Montalva, situata nell'Aeroporto Teniente Rodolfo Marsh, nell'isola di King George, sul territorio antartico rivendicato dal Cile. Il primo volo per l'Antartide ebbe luogo il 12 febbraio 1989 con un Havilland Canada DHC-6 Twin Otter ed in seguito fu incorporato un King Air 100 per questa operazione. Nel 2007, la compagnia aerea ha deciso di prendere in leasing un British Aerospace 146-200 che era gestito dalla compagnia britannica Flightline iniziando a volare nel 2008 in Antartide.
Al 2020, attraverso il suo marchio Antarctic Airways, DAP effettua il 76% di tutto il traffico aereo tra l'Antartide e l'America, utilizzando due BAe 146-200 e un King Air 300.

## Flotta

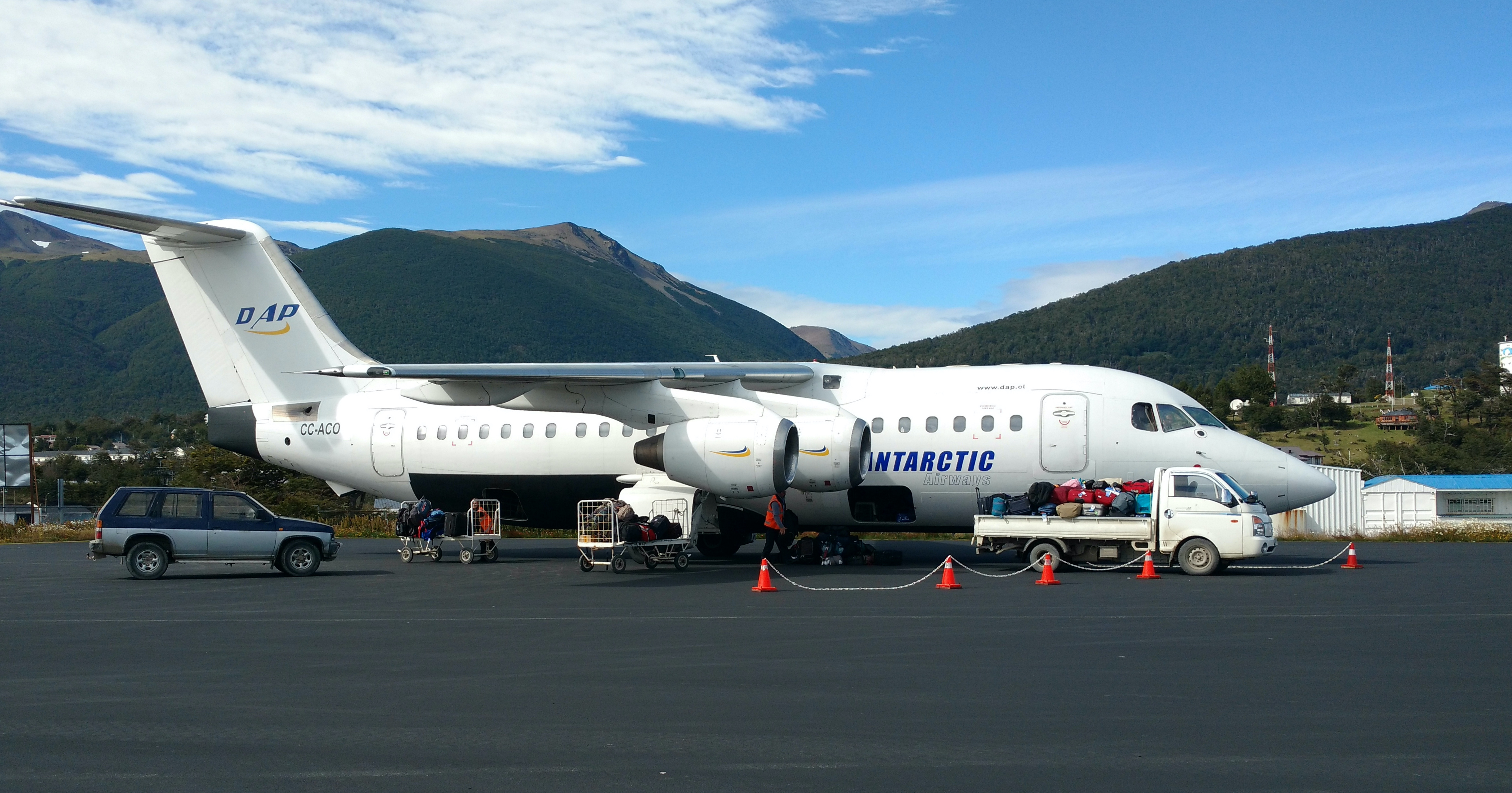
Un British Aerospace 146 di Aerovías DAP.

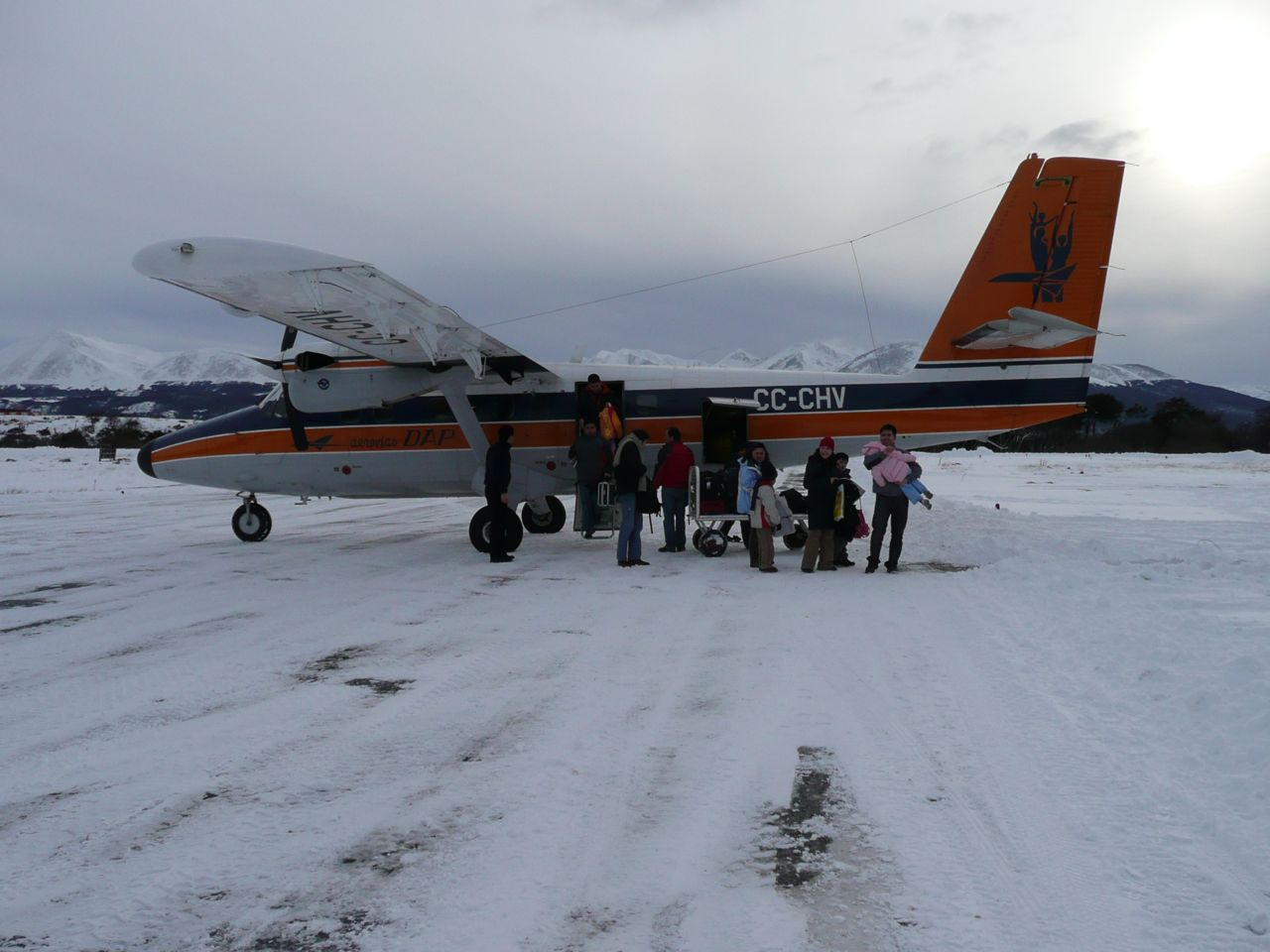
Un Twin Otter di Aerovías DAP.

A dicembre 2020 la flotta Aerovías DAP risulta composta dai seguenti aerei:

## Flotta storica
Nel corso degli anni Aerovías DAP ha operato con i seguenti modelli di aeromobili:
- Boeing 727
- Boeing 737-200
- De Havilland Canada Dash 7